# Nizamettin Çalışkan
Nizamettin Çalışkan (sinh 20 tháng 3 năm 1987 ở Hagen) là một cầu thủ bóng đá Thổ Nhĩ Kỳ thi đấu cho Balıkesirspor ở vị trí tiền vệ.